# 帕特丽夏·桑帕约
帕特丽夏·桑帕约（葡萄牙語：Patrícia Sampaio，1999年6月30日—），葡萄牙女子柔道运动员，2019年欧洲运动会混合团体银牌得主、2024年夏季奥林匹克运动会女子柔道78公斤级铜牌得主。